# Polyplacidae
Polyplacidae – rodzina skórnych pasożytów ssaków należących do rzędu Phthiraptera. Powodują chorobę zwaną wszawicą. 
Polyplacidae stanowią rodzinę składającą się obecnie z ponad 15 rodzajów:
- Abrocomaphthirus
- Ctenophthirus - rodzaj ten obecnie składa się z 1 gatunku.
  - Ctenophthirus cercomydis
- Cuyana - rodzaj ten obecnie składa się z 1 gatunku.
- Docophthirus - rodzaj ten obecnie składa się z 1 gatunku.
- Eulinognathus - rodzaj ten obecnie składa się z 27 gatunków. Typowym przedstawicielem rodzaju jest:
  - Eulinognathus denticulatus
- Fahrenholzia - rodzaj ten obecnie składa się z 12 gatunków. Typowym przedstawicielem rodzaju jest:
  - Fahrenholzia pinnata
- Galeophthirus
- Haemodipsus - rodzaj ten obecnie składa się z 6 gatunków. Typowym przedstawicielem rodzaju jest:
  - Haemodipsus lyriocephalus
- Johnsonpthirus - rodzaj ten obecnie składa się z 5 gatunków.
- Lagidiophthirus - rodzaj ten obecnie składa się z 1 gatunku.
- Lemurpediculus
- Lemurphthirus - rodzaj ten obecnie składa się z 3 gatunków.
- Linognathoides
- Mirophthirus
- Neohaematopinus
- Phthirpediculus - rodzaj ten obecnie składa się z 3 gatunków.
- Polyplax
  - Polyplax gracilis
  - Polyplax hannswrangeli
  - Polyplax reclinata
  - Polyplax serrata
  - Polyplax spinulosa
- Proenderleinellus - rodzaj ten obecnie składa się z 1 gatunku.
  - Proenderleinellus calva
- Sathrax
- Scipio
  - Scipio aulacodi
- Typhlomyophthirus